# Stone Town
Ne doit pas être confondu avec Zanzibar (ville).
Stone Town (en swahili : Mji Mkongwe), c'est-à-dire la « ville de pierre », est le vieux quartier de Zanzibar, situé sur l'île d'Unguja,          

## Personnalités liées à Stone Town
- Freddie Mercury (Farrokh Bulsara) y est né en 1946.
- David Livingstone, explorateur, missionnaire et médecin, y prépara sa dernière expédition en 1866.
- Emily Ruete, princesse de Zanzibar née Sayyida Salme, mariée à un marchand allemand, Rudolph Heinrich Ruete, auteure d'une autobiographie à succès Mémoires d'une princesse arabe, a grandi dans le palais Beit il Mtoni au nord de Mji Mkongwe.

## Illustrations

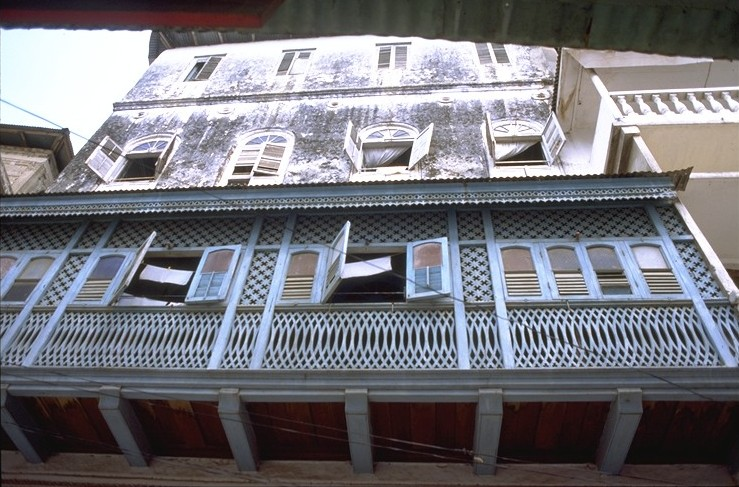
Vieille maison à balcon (1996)
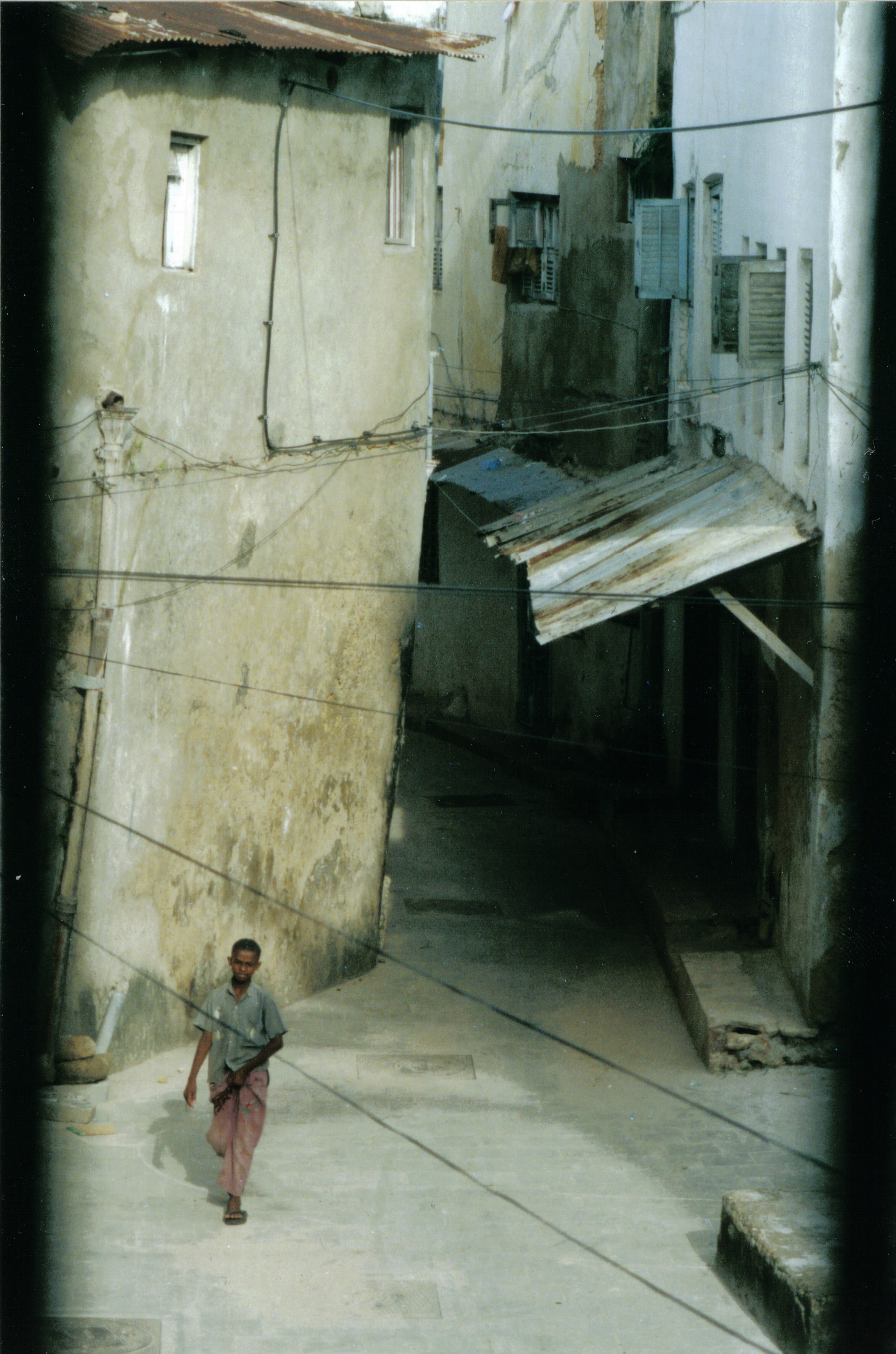
Scène de rue (2002)
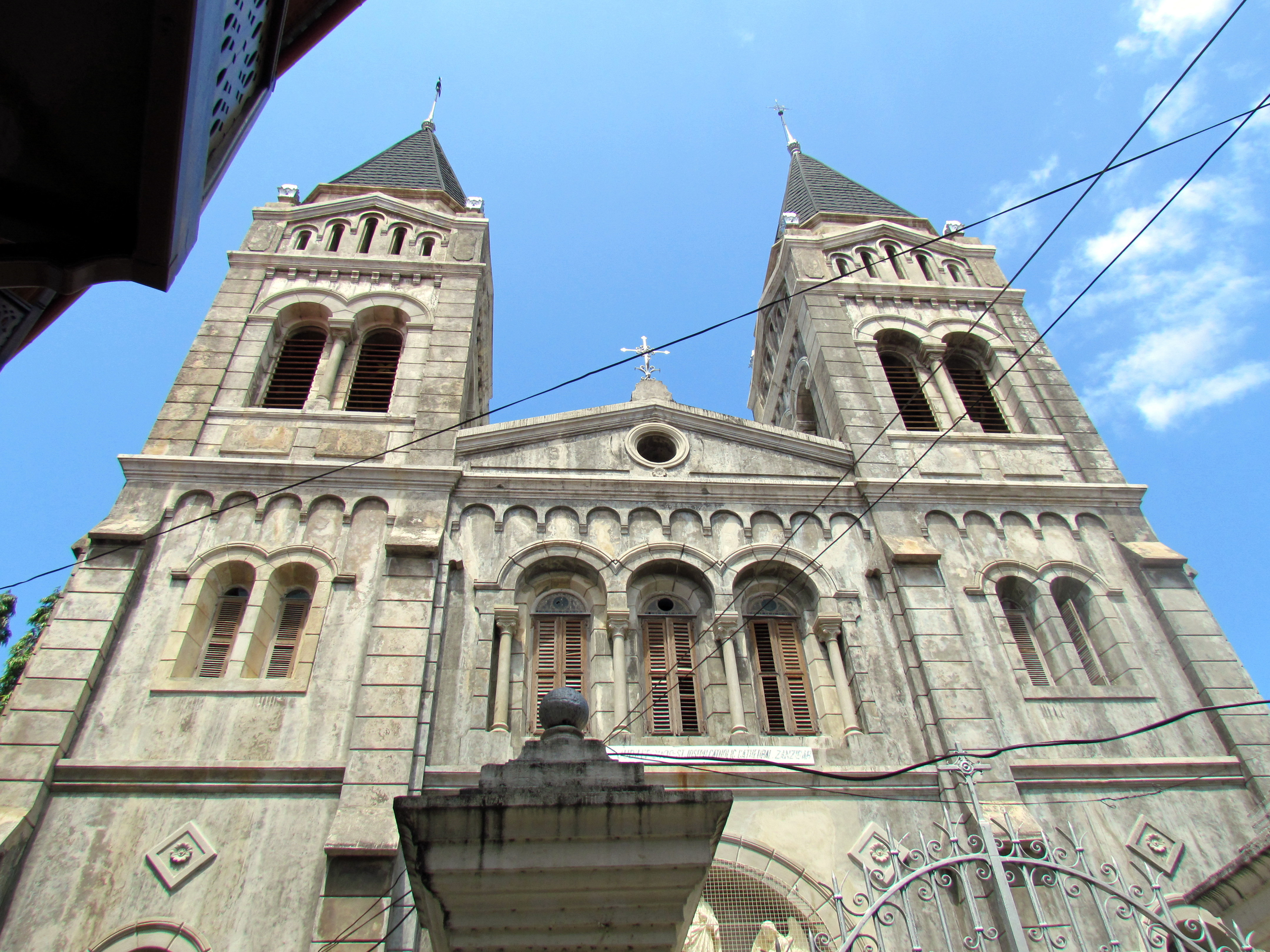
Cathédrale Saint-Joseph (construite en 1898)
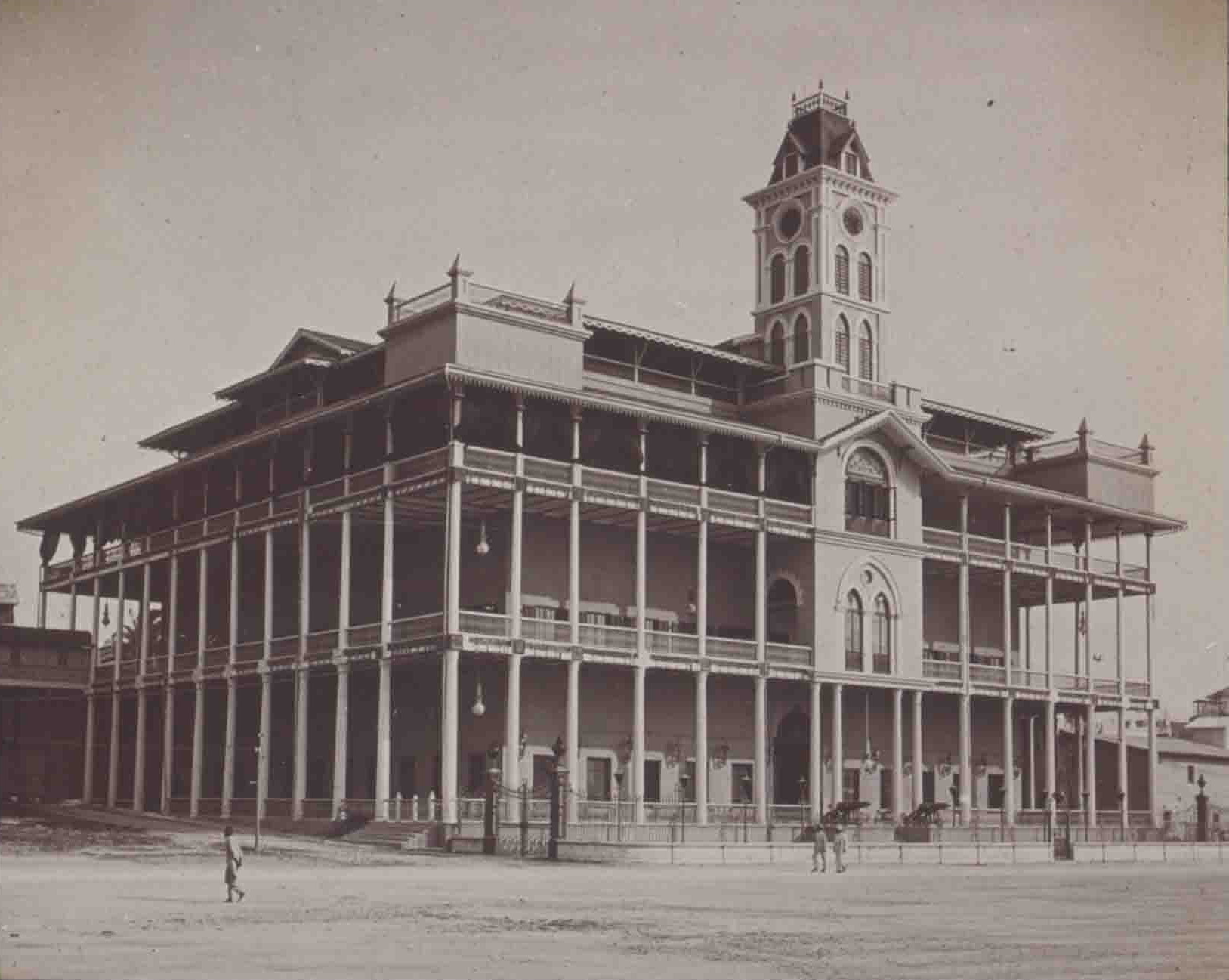
Maison des Merveilles (1907)
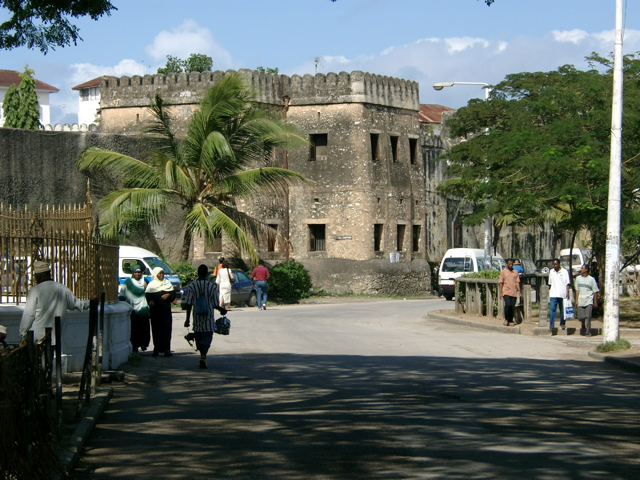
Fort (2004)